# Jobst Edmund von Brabeck

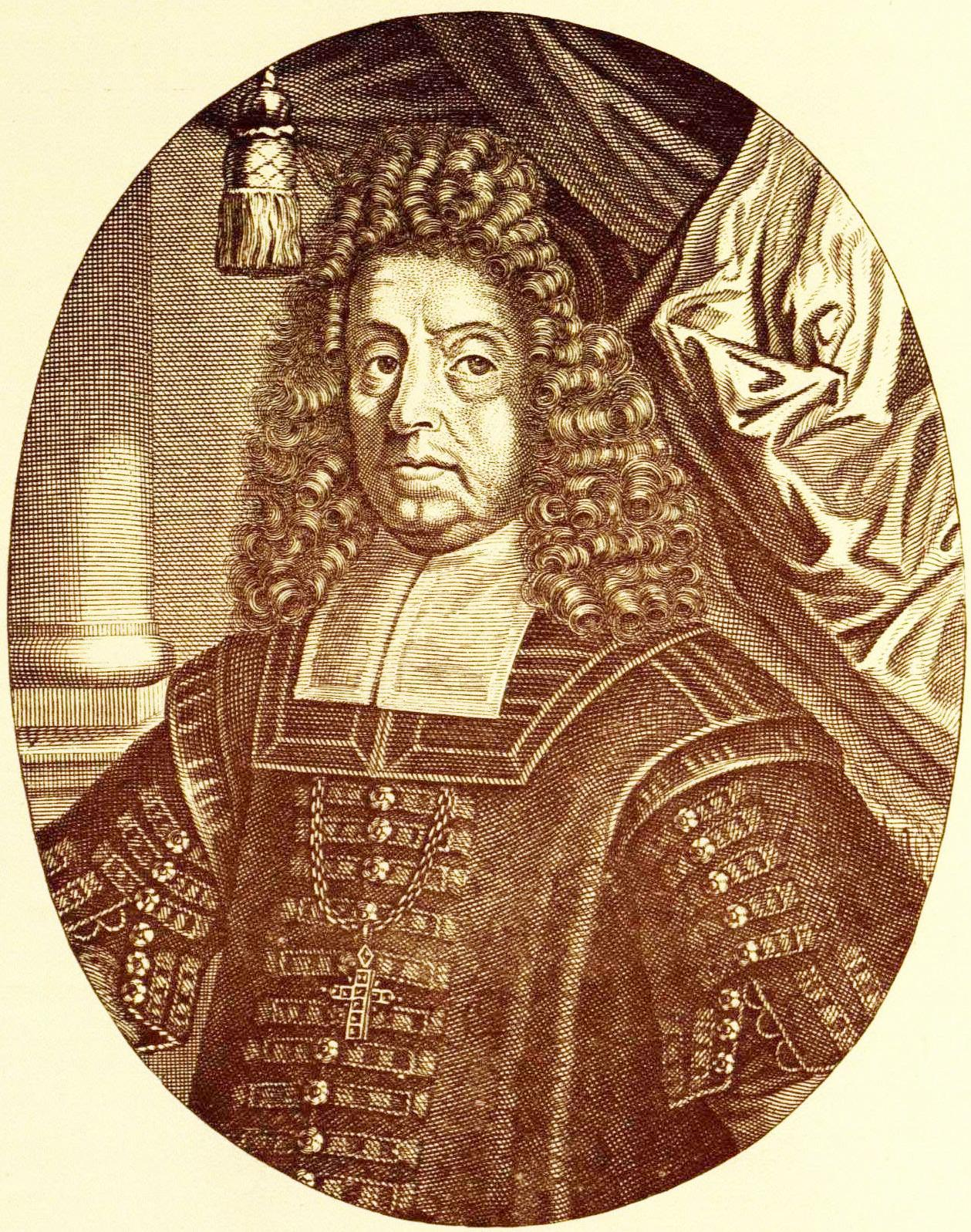
Jobst Edmund von Brabeck, Stich, 17. Jahrhundert

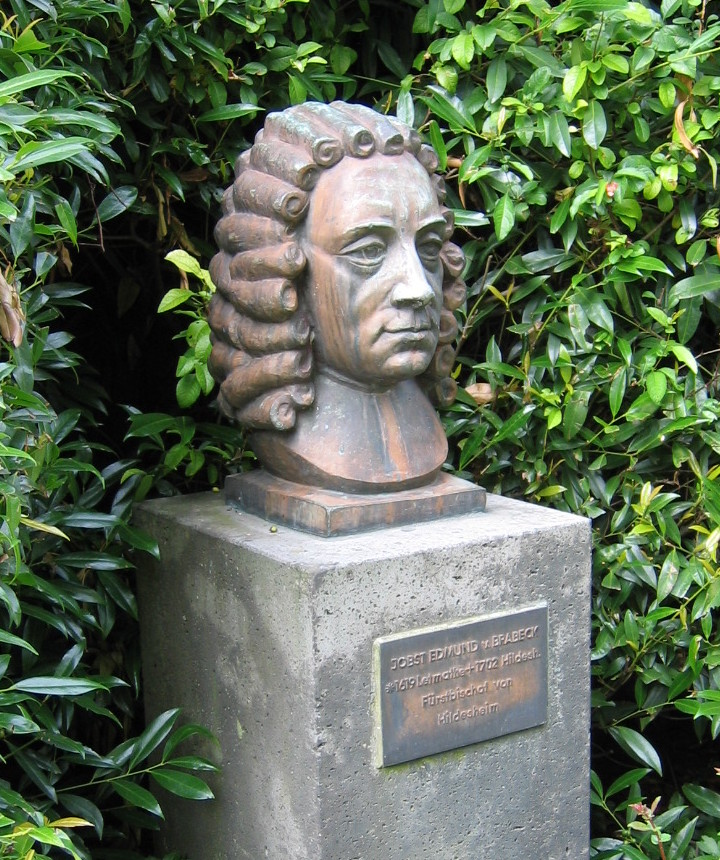
Büste im Garten von Haus Letmathe in Iserlohn

Jobst Edmund Freiherr von Brabeck (* 11. November 1619 in Letmathe, heute Stadt Iserlohn; † 13. August 1702 in Hildesheim) war seit 1688 Fürstbischof von Hildesheim.

## Herkunft und Ausbildung
Er war der zweite Sohn des Erben des Hauses Letmathe, Westhoff von Brabeck aus westfälischem Uradel. Seine Mutter war Anna Ursula (geborene Landsberg zu Erwitte). Es war Tradition der Familie, dass nachgeborene Söhne die kirchliche Laufbahn einschlugen. Seine Brüder Johann Ernst (1625–1690) und Ludolf Walter (1623–1699) waren Domherren in Münster. Engelbert (1621–1693) war Domherr in Hildesheim. Im Jahr 1619 erhielt Jobst Edmund eine Domherrenstelle im Domkapitel Münster. Er wurde 1630 nach dem Abschluss eines Studium der Theologie als Domherr emanzipiert. Er besuchte die Universität in Orléans. Zwischen 1649 und 1650 unternahm er eine ausgedehnte Grand Tour, die ihn unter anderem nach Italien und Malta führte.

## Domherr in Münster
Mit einer Anzahl anderer jüngerer Domherren setzte von Brabeck die Wahl von Christoph Bernhard von Galen zum Bischof von Münster durch. Dieser ernannte ihn 1651 zum Domküster und zum Geheimen Rat. Er hatte außerdem das Archidiakonat Stadtlohn inne. Im Jahr 1655 wurde er Domdechant. Im Auftrag des Bischofs unternahm er eine Reihe diplomatischer Missionen. 
Im Jahr 1662 wurde er vom Dompropst dafür kritisiert, dass er sich noch immer nicht zum Priester habe weihen lassen. Im Jahr 1667 sprach ihm das Domkapitel das Stimmrecht ab, weil er der Verpflichtung noch immer nicht nachgekommen war. Einige Zeit später legte er ein Weihezeugnis vor.
Das gute Verhältnis zwischen Bischof und Domdechant endete 1667. Brabeck stand in Opposition zu von Galen, weil dieser Ferdinand von Fürstenberg und nicht, wie Brabeck es wünschte, Maximilian Heinrich von Bayern zum Koadjutor ernannte. Das Ziel von Brabecks war dabei eine Stärkung des Domkapitels zu Lasten des Bischofs. Möglicherweise stand dahinter auch das Ziel, selbst Nachfolger von Galens zu werden.

## Fürstbischof in Hildesheim
Als Gefolgsmann von Max Heinrich, der auch Bischof von Hildesheim war, wurde von Brabeck 1668 in das Domkapitel von Hildesheim aufgenommen und dort Domdechant. Ein Jahr später wurde er zum Statthalter von Maximilian Heinrich im Bistum Hildesheim ernannt und nahm seine Wohnung im Bischofshof. Im Jahr 1674 gab er seine Position im Domkapitel Münster auf. 
Nach dem Tod von Maximilian Heinrich wurde von Brabeck am 19. Juli 1688 zum Fürstbischof von Hildesheim gewählt. Zum ersten Mal seit 1573 und einzigen Mal bis 1763 wurde damit, wegen des Kölner Nachfolgestreits, die Personalunion mit Kurköln unter Wittelsbacher Fürstbischöfen unterbrochen.
Obwohl die protestantischen Bürger Hildesheims den Ausgleich suchten, versuchte von Brabeck, wie sein Vorgänger Maximilian Heinrich von Bayern, von der Stadt Hildesheim bischöfliche Rechte zurückzufordern. Als er seine Truppen zu seiner Bischofsweihe auf dem Hof des Domes antreten ließ, wurde dies von den Bürgern als Provokation angesehen. Diese sahen dadurch ihr seit alters bestehendes Befestigungsrecht missachtet. Der Bischof sah sich gezwungen die Stadt zu verlassen und nach Burg Steuerwald überzusiedeln. Der dort stattfindenden Huldigung blieben die Stadtbürger fern. Im Jahr 1692 kam es sogar zu Kämpfen zwischen den Bürgern und den Truppen des Bischofs in der Stadt. Die Schwäche nutzte Ernst August von Hannover zur Besetzung der Stadt Peine.
Auch eine gewaltsame Unterwerfung Hildesheims gelang ihm nicht. Mit den übrigen Landständen des Bistums geriet er in Konflikt, weil er die Lutheraner benachteiligte und die Gegenreformation förderte. Dies geschah unter anderem dadurch, dass er katholische Bauern aus Westfalen auf während des Dreißigjährigen Krieges wüst gefallenen Gebieten ansiedelte.
Im Jahr 1697 wurde er zum Apostolischen Vikar des Nordens ernannt. Im Jahr 1690 belehnte er Mitglieder der Familie Brabeck mit Schloss Söder.

## Unternehmer

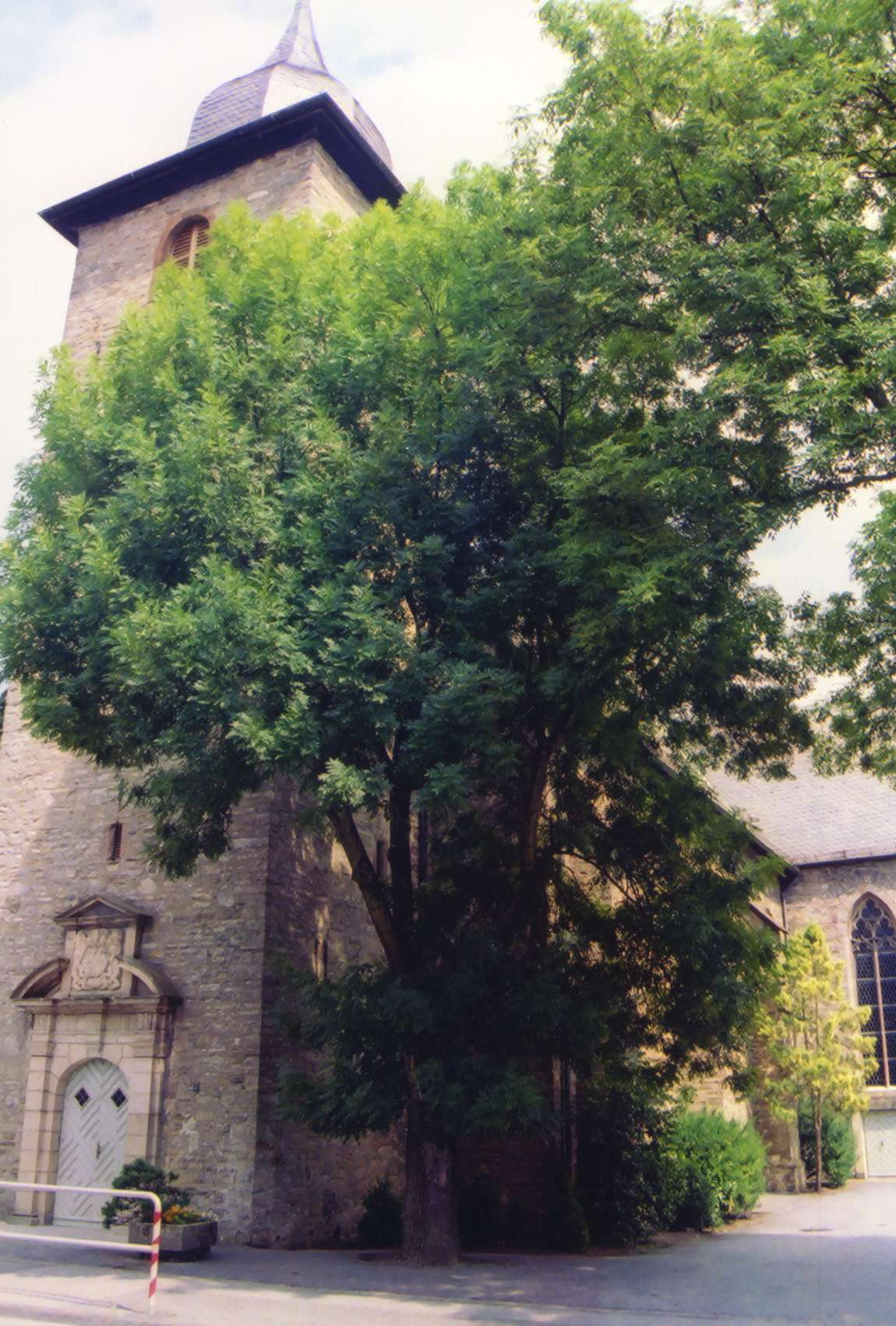
St. Peter und Paul in Hemer, wesentlich finanziert durch Jobst Edmund von Brabeck

Von Brabeck war intensiv unternehmerisch im Erzbergbau und in der Erzverhüttung tätig. So besaß er Beteiligungen am Bergbau im Gebiet der heutigen Stadt Plettenberg. Um 1680 erwarb er auch das äußerst ergiebige Kupferbergwerk Rhonard bei Olpe. In den 1690er Jahren erwarb er von dem Bilsteiner Richter Johann Adolph Meyer das Kupferbergwerk auf der Rahrbacher Höhe bei Rahrbach und fügte es den Olper Bergwerken hinzu. Der „Brabecker Stolle“ bei Rahrbach ist noch in der Karte der Heidschotter Jagd von 1743 dargestellt.  Noch zu Lebzeiten Jobst Edmund von Brabecks begann der Aufschwung der Kupferverhüttung. Ab 1682 betrieb er die Eisenhütte Kunigunde. 1688 fielen ihm die Lehen der Herren von Bortfeld zu. 1690 gründete er in Dassel im Hochstift Hildesheim eine Eisenhütte. Ab 1694 ließ er bei Mehle Steinkohle fördern. Auch die Saline in Heyersum kam in seinen Besitz. 1685 wurde er vom Hildesheimer Bischof mit der Saline Groß Rhüden belehnt, etwa um 1690 erwarb er den Mancke’schen Hof in Rhüden und richtete dort eine Salzfaktorei ein.
Die Einnahmen aus seinen Tätigkeiten erlaubten ihm die Finanzierung von Kirchenbauten. Dabei blieb er seiner Heimat Südwestfalen, wo er auch Besitzungen hatte, eng verbunden. So trat er als Finanzier von Kirchenbauten in Letmathe und Hemer hervor. Für das Magdalenenstift (Hildesheim) stiftete er ebenfalls etwas.
Von Brabeck starb 1702 als zu dieser Zeit ältester Reichsfürst.